# Титова (Пермский край)
Ти́това — деревня в Юрлинском районе Пермского края в 9 км от села Юрла. Входит в состав Юрлинского сельского поселения. На юге к Титова примыкает деревня Фокина.

## История
Деревня упоминается в исповедных росписях от 1773 года Емь-лопвинской (Юрлинской) церкви.
В деревне находились православная часовня, церковно-приходская школа, и торговые лавки.
Жители деревни получали средства к существованию от земледелия. Подсобными заработками являлись заготовка леса, извоз, переторжка хлебом и бурлачество, имелись бортовые пасеки, веялки. Некоторые жители занимались плотничеством. С закрытием в 1909 году Кувинского завода (14 км от Титова), где население зарабатывало хорошие деньги, экономическое состояние селения понизилось.

## Население
| 1869 | 1909 | 1926 | 1958 | 1979 | 1998 | 2010 |
| ---- | ---- | ---- | ---- | ---- | ---- | ---- |
| 480  | 280  | 344  | 360  | 438  | 369  | 206  |

## Экономика
Основные экономические отрасли: лесное хозяйство, розничная торговля, охота, сбор дикоросов.
В деревне действует предприятие ООО "АПК «Березка» — глубокая безотходная переработка древесины лиственных пород — берёзы; производство мебельной доски, мебельной заготовки экспортного качества; производство экспортного качества; производство древесного угля «Сорта А», согласно ГОСТу, производство черенков.

## Здравоохранение
Медицинскую помощь населению оказывает муниципальное учреждение здравоохранения «Юрлинская районная центральная больница».

## Образование
Титовская основная общеобразовательная школа.

## Культура
Сельский клуб.

## Транспорт и связь
Через Титова проходит дорога Юрла — Титова с гравийным покрытием.
В Титова присутствуют услуги стационарной телефонной связи, мобильные операторы стандарта GSM: TELE2, Билайн, МТС и Мегафон.